# Links + rechts der Autobahn
Links + rechts der Autobahn – voller Titel Links + rechts der Autobahn. Der Autobahn-Guide. Hotels, Gasthöfe, Pensionen, Ausflugsziele, Tankstellen, ... Empfehlungen in ... europäischen Ländern. Ihr persönlicher Begleiter auf jeder Autoreise, wobei die Leerstellen jeweils mit einer aktuellen Zahl gefüllt waren; Hauptsachtitel anfangs Links und rechts der Autobahn – war ein jährlich veröffentlichter Fernreiseratgeber. Das Werk war als Helfer bzw. Reiseführer für Autofahrer gedacht, die sich innerhalb Deutschlands auf Autobahnen und Fernstraßen sowie in ausgewählten Ländern Europas auf Hauptverkehrsadern bewegten. Es enthielt Informationen über Hotels, Gasthöfe und Tankstellen sowie Ausflugsziele am Rande der Routen. Die 2000er Ausgabe hatte einen Umfang von 388 Seiten, der binnen sieben Jahren hin zum 46. Jahrgang 2007 auf 452 Seiten stieg.
Das Werk wurde von dem in Krefeld ansässigen Medienhaus Stünings herausgegeben und erschien erstmalig 1969. Mit dem Jahrgang 2018 wurde Links + rechts der Autobahn eingestellt und ab 2019 durch Autobahn-Guide. Ihr Reiseplaner in Europa ersetzt.